# Euploidalność
Euploidalność – występowanie w danym organizmie, tkance lub komórce podstawowego, monoploidalnego zestawu chromosomów (charakterystycznego dla danego indywiduum).